# Гуцуляк Борис Михайлович
Бори́с Миха́йлович Гуцуля́к  (17 липня 1927, Задубрівці — 20 листопада 2015, Івано-Франківськ) — український хімік, педагог, доктор хімічних наук, професор.

## Життєпис
Народився 17 липня 1927 року в селі Задубрівці (анексована Польщею ЗУНР; Станиславівське воєводство, нині Снятинського району Івано-Франківської області, Україна) в учительській родині.
Батько — Гуцуляк Михайло Максимович (31.10. 1888, с. Воскресинці, нині Коломийський р-н, Івано-Франківської обл. — 18. 12.1946, с. Келихів, Снятинський район Івано-Франківської обл.), ветеран Першої світової війни, поручник Української Галицької армії (УГА), західноукраїнський педагог і дитячий письменник (належав до кола авторів журналу «Дзвіночок»). Мати — Гуцуляк (до шлюбу Долинюк) Килина Василівна (13.01.1900 — 13.03. 1941, похована в с. Тулова Снятинського району Івано-Франківської обл.) — вчителька, випускниця Снятинської учительської семінарії.
У школу пішов у 1933 р. в с. Келихові біля м. Заболотова Снятинського повіту, куди згодом після народження переїхали вчителювати батьки, потім навчався в Коломийській українській гімназії (до 1944 р.)
З 20 жовтня 1944 р. по 20 жовтня 1948 р. служив у радянській армії: спочатку у 378 запасному полку в селищі Татіщево Саратовської області, а в 1945 р. — в 90 окремому кулеметно-артилерійському батальйоні в Східній Пруссії, з 27 червня 1946 р. — на Південному Сахаліні в 52 артилерійському (гарматному) полку (637 артилерійскої бригади 79 стрілецької дивизії 56 стрілецького корпусу 15 армії Другого Далекосхідного фронту, потім - Далекосхідного військового округу).
У 1948—1949 рр. навчався у Станіславській кооперативній школі на продавця продуктових товарів і в 10 класі вечірньої середньої школи № 1 м. Станіслава. З 1949 р. по 1954 р. — студент хімічного факультету Чернівецького державного університету. З 1954 р. по 1958 р. — лаборант кафедри органічної хімії Чернівецького державного університету, з 1958 р. по 1961 р. навчався там само в аспірантурі під керівництвом професора Григорія Пілюгіна.
З 1961 р. по 1963 р. — асистент кафедри органічної хімії Чернівецького державного університету. У червні 1963 р. при Львівському державному університеті імені Івана Франка успішно захистив дисертацію на здобуття наукового ступеня кандидата хімічних наук на тему «Синтез четвертинних солей N-арил-лепідинію та деякі їх перетворення».
У 1963—1964 рр. — заступник декана загальнотехнічного факультету Чернівецького державного університету.
У лютому 1964 р. обраний за конкурсом на посаду старшого викладача Івано-Франківського педагогічного інституту. Вища атестаційна комісія своїм рішенням від 16 вересня 1964 р. присвоїла науковий ступінь кандидата хімічних наук. У січні 1965 р. обраний на посаду доцента Івано-Франківського педагогічного інституту. 29 червня 1966 р. Вища атестаційна комісія (протокол № 29(n)) затвердила в науковому званні доцента.
У 1965—1968 рр. — завідувач кафедрою агробіології загальнонаукового факультету Івано-Франківського педагогічного інституту.
У 1968—1990 рр. — доцент кафедри хімії Івано-Франківського інституту нафти і газу (ІФІНГ). Керівник ряду бюджетних і госпдоговірних науково-дослідних тем, пов'язаних з хімічною промисловістю та покращенням екологічного становища області.
У березні 1990 р. при Київському державному університеті імені Тараса Шевченка захистив дисертацію на здобуття наукового ступеня доктора хімічних наук на тему «Синтез, будова і перетворення солей хінолінію, заміщених у піридиновому кільці». Рішенням Вищої Атестаційної Комісії від 17 серпня 1990 р. (протокол № 32/19) присвоєно науковий ступінь доктора хімічних наук.
У січні 1991 р. обраний за конкурсом на посаду професора кафедра хімії Івано-Франківського інституту нафти і газу (ІФІНГ), у травні 1992 р. рішенням вченої ради Івано-Франківського інституту нафти і газу (ІФІНГ) представлений до вченого звання професора і затверджений у ньому рішенням Вищої атестаційної комісії від 24 вересня 1992 р. (протокол № 2/4-пр).
У 1992—1999 рр. працював професором кафедри хімії Івано-Франківського державного технічного університету нафти і газу (ІФДТУНГ).
З вересня 1999 р. по 2001 р. — професор курсу «Хімія» фармацевтичного факультету Івано-Франківської державної медичної академії (ІФДМА). З січня 2001 р. по квітень 2004 р. — завідувач кафедри хімії фармацевтичного факультету Івано-Франківської державної медичної академії (ІФДМА).
З квітня 2004 р. і до червня 2011  р.— професор кафедри теоретичної та прикладної хімії Прикарпатського національного університету імені Василя Стефаника.
З вересня 2011 р. — на пенсії, був професором-емеритом (членом редакційних колегій наукових журналів, керівником дипломних робіт, членом екзаменаційних комісій для аспірантів і т. д.).

## Сфера наукових зацікавлень
«Хімія четвертинних солей азотистих гетероциклів». Автор 121 наукової та 22 навчально-методичних публікацій, 30 авторських свідоцтв та одного патенту «Спосіб одержання 2-хлор-4-нітрофенолу (нітрофунгіну)».
Учасник багатьох наукових міжнародних і всеукраїнських конференцій.
Підготував 4 кандидатів наук. Член редакційної колегії «Вісника Прикарпатського університету» (серія: хімія), журналу «Фізика і хімія твердого тіла», був членом ряду спеціалізованих рад із захисту дисертацій.
Член Української Національної Комісії з української хімічної термінології і номенклатури.
Обирався членом обласної Ради товариства «Просвіта» імені Тараса Шевченка.
Член Прикарпатського відділення Наукового Товариства імені Шевченка.

## Нагороди і відзнаки
Учасник бойових дій. Нагороджений медалями «20 лет победы в Великой Отечественной войне», «50 лет победы в Великой Отечественной войне», «Захиснику Вітчизни» (Указ Президента України від 14 жовтня 1999 р.), пам'ятним знаком «50 років визволення України» (Указ президента України від 10 березня 1994 р.), орденом «За мужність» ІІІ ступеня.

## Родина
Дружина: Гуцуляк Орися Михайлівна (до шлюбу Томин, 23 жовтня 1935, м. Городенка — 5 грудня 2008, м. Івано-Франківськ) — випускниця географічного факультету Чернівецького державного університету, кандидат економічних наук, доцент Івано-Франківського інституту нафти і газу.
Сини:

- Гуцуляк Роман Борисович (16 грудня 1958, Чернівці — 21 вересня 2024, Київ) — кандидат хімічних наук, ст. науковий співробітник ІОХ НАНУ; був директором Державного науково-технологічного центру з консервації та реставрації пам'яток («Конрест», м. Київ); в останні роки життя — завідувач Музею «Золоті ворота» Національного заповідника «Софія Київська». Член УНК ICOMOS.
- Гуцуляк Олег Борисович (нар. 11 липня 1969, м. Івано-Франківськ) — кандидат філософських наук, доцент, учений секретар наукової бібліотеки Прикарпатського національного університету імені Василя Стефаника, член Асоціації українських письменників (АУП).

## Публікації

### Дисертації та автореферати дисертацій
- Гуцуляк Б. М. Синтез четвертичных солей N-арил-лепидиния и некоторые их преращения: Автореф. дис… канд. хим. наук. — Львов. Львовский государственный университет им. И.Франка. — 1963. — 15с.
- Гуцуляк Б. М. Синтез четвертичных солей N-арил-лепидиния и некоторые их превращения: Дис… канд. хим. наук. — Черновцы. Черновицкий государственный университет. — 1963.-201с.
- Гуцуляк Б. М. Синтез, строение и превращение солей хинолиния, замещанных в пиридиновом кольце: Автореф. дис… докт. хим. наук. — Киев: Киевский государственный университет им. Т.Шевченко. — 1990. — 46 с.
- Гуцуляк Б. М. Синтез, строение и превращение солей хинолиния, замещенных в пиридиновом кольце: Дис… докт. хим. наук. — Киев. Киевский государственный университет им. Т.Шевченко. — 1990. — 450с.

### Статті в наукових журналах
Пилюгин Г. Т., Гуцуляк Б. М. Исследования в области синтетических красителей. 14. Синтез N-фениллепидиний перхлората и некоторые его превращения // Журнал общей химии. — 1959. — Т. 29. — № 9. — С. 3076-3078.
Пилюгин Г. Т., Гуцуляк Б. М. Исследования в области синтетических красителей. 15. Синтез N-n-толил-лепидиний иодида и его превращения // Журнал общей химии. — 1960. — Т. 30. — С. 1299—1302.
Белоцкий Д. П., Гуцуляк Б. М., Новальковский Н. П. Изучение физико-химических свойств в системе тетраиодовисмутат калия — N-фениллепидиний перхлорат — вода // Журнал неорганической химии. — 1959. — Т.4. — № 12. — С. 2772—2774.
Белоцкий Д. П., Гуцуляк Б. М. Исследование взаимодействия железисто-синеродистого калия и N-фениллепидиний перхлората в водном растворе методом электропроводности // Украинский химический журнал. — 1960. — Т.26. — № 2. — С. 158—160.
Пилюгин Г. Т., Гуцуляк Б. М. Исследования в области синтетических красителей. 20. Циклизация п, n'-дитолиламина в четвертичную соль лепидиния // Журнал общей химии. — 1961. — Т.31. — № 2. — С. 623—626.
Пилюгин Г. Т., Гуцуляк Б. М. Исследования в области синтетических красителей. 23. Синтез N-n-оксифенил-б-оксилепидиния и его производных // Журнал общей химии.-1962.-Т.32.-№ 4.-С. 1050—1055.
Исследования в области синтетических красителей. 28. Синтез хиноцианиновых красителей со сложным непредельным радикалом у гетероатома азота/ Г. Т. Пилюгин, А. В. Домбровский, Б. М. Гуцуляк, Н. И. Ганущак// Журнал общей химии. — 1962. -Т.32. — № 5. -С. 1411—1414.
Пилюгин Г. Т., Гуцуляк Б. М., Злочевская А. В. Исследования в области синтетических красителей. 30. Синтез несимметричных карбоцианинов на основе некоторых ариллепидиниевых солей// Журнал общей химии. — 1962. — Т.32. — № 7. — С. 2200—2205.
Пилюгин Г. Т., Гуцуляк Б. М. Успехи в области синтеза, исследования и применения хинолиниевых соединений // Успехи химии. — 1963. — Т.32, № 4. — С.389 — 432.
Пилюгин Г. Т., Гуцуляк Б. М., Горичок Я. О. Исследования в области синтетических красителей. 38. Синтез и превращения 1,2-диариллепидиниевых солей // Журнал общей химии. — 1964. — Т.34. — № 6. — С. 1992—1997.
Пилюгин Г. Т., Гуцуляк Б. М., Горичок Я. О. Исследования в области синтетических красителей. 39. Конденсация 1-ариллепидиниевых солей с кетоном Михлера и аурамином // Журнал общей химии. — 1964. — Т.34. — № 7. — С. 2412—2416.
Исследования в области синтетических красителей. 45. Строение и УФ спектры поглощения лепидиниевых солей/ Г. Т. Пилюгин, Ю. С. Розум, Я. О. Горичок, Б. М. Гуцуляк // Журнал общей химии. — 1965. — Т.35. — № 3. — С. 506—509.
Исследования в области синтетических красителей. 54. Синтез изомерных 1-ариллепидиниевых солей и установление их строения с помощью УФ спектров поглощения/ Г. Т. Пилюгин, Я. О. Горичок, Б. М. Гуцуляк, С. И. Горичок // Химия гетероциклических соединений. — 1965. -№ 6. — С. 889—895.
Исследования в области синтетических красителей. 55. Симметричные триметилцианиновые красители из N-арил-5,6-бензолепидиниевых солей/ Г. Т. Пилюгин, Я. О. Горичок, Б. М. Гуцуляк, С. И. Горичок // Химия гетероциклических соединений. — 1965. — № 6. — С. 896—900.
Гуцуляк Б. М., Возняк В. И., Романко П. Д. ИК спектры четвертичных солей лепидиния//Журнал общей химии. — 1971. — Т.31. — № 12. — С.1251-1260.
Гуцуляк Б. М., Возняк В. И. Кинетика реакции конденсации перхлоратов лепидиния с пара-диметиламинобензальдегидом в среде уксусного ангидрида // Украинский химический журнал. — 1971. — Т.37, № 12. — С 1229—1232.
Гуцуляк Б. М., Романко П. Д. Строение ангидрооснования 1-фенил-З-ацетиллепидиния // Химия гетероциклических соединений.-1972.-№ 3.-С359-361.
Гуцуляк Б. М., Романко П. Д. Циклизация n, n'- дизамещенных дифениламинов в 1-арил-3-ацетиллепидиниевые соли // Химия гетероциклических соединений.-1972.-№ 5.-С659-661.
Гуцуляк Б. М., Романко П. Д. Исследование реакции циклизации арил-β-нафтиламинов с формальдегидом и ацетилацетоном в кислой среде // Журнал общей химии.- 1972. — Т.42, № 2. — С.240-246.
Гуцуляк Б. М. Соли хинолиния как биологически активные вещества // Успехи химии.-1972.-Т.41.-№ 2.-С346-374.
Гуцуляк Б. М., Романко П. Д. Синтез оксимов, тиосемикарбазонов и фенилгидразонов 1-арил-3-ацетиллепидиниевых солей // Журнал общей химии. — 1974. — Т.44, № 3. — С.665-668.
Гуцуляк Б. М., Романко П. Д. Метиновые красители на основе 1-арил-3-ацетиленидиниевых солей //Журнал общей химии. — 1973. — Т.43, № 4. — С.878-883.
Гуцуляк Б. М., Новицкий З. Л. Синтез четвертичных солей 7,8,9,10-тетрагидрофенантридиния // Журнал общей химии.-1978.-Т.48.-№ 8.-С1880-1882.
Гуцуляк Б. М., Мельник М. В. О циклизации вторичных ароматических аминов с формальдегидом и димедоном в кислой среде // Журнал органической химии.-1979.-Т15.-№ 3.-С.558-563.
Гуцуляк Б. М., Корнилов М. Ю., Туров А. В., Мельник М. В., О структуре продуктов циклизации вторичных ароматических аминов с формальдегидом и димедоном в кислой среде // Журнал органической химии.-1979.-Т. 15.-№ 10.-2226-2227.
Гуцуляк Б. М., Чучина В. Н. Синтез солей N-бензиленидиния из N-бензилариламинов // Химия гетероциклических соелинений.-1979.-№ 11.-С. 1505—1507.
Волянский Ю. Л., Мельник М. В., Гуцуляк Б. М. Синтез и противомикробная активность четвертичных солей оксотетрагидроакридиния// Химико-фармацевтический журнал.-1979.-№ 12.-С36-40.
Гуцуляк Б. М., Корнилов М.Ю, Мельник М. В., Туров А. В.. Взаимодействие вторичных ароматических аминовс формальдегидом и циклическими β-дикетонами // Журнал органической химии.-1980.-Т.16.-№ 9.-С.1815-1821.
Гуцуляк Б. М., Новицкий З. Л., Туров А. В., Корнилов М. Ю. Строенеие продуктов циклизации вторичных аминов с формальдегидом и циклогексаноном в присутствии хлорной кислоты // Журнал органической химии — 1981-Т.17.-№ 2.-С445-451.
Гуцуляк Б. М., Корнилов М. Ю., Туров А. В., Ядлош О. М. Циклизация вторичных ароматических аминов с формальдегидом и метилетилкетоном в присутствии хлорной кислоты // Журнал органической химии.-1982.-Т.18.-№ 6.-С 1295—1300.
Мельник М. В., Корнилов М. Ю., Туров А. В., Гуцуляк Б. М. Исследование циклизации первичных ароматических аминов с формальдегидом и димедоном в присутствии хлорной кислоты. // Журнал ароматической химии.-1982.-Т.18.-№ 7.-С.1460-1466.
Гуцуляк Б. М., Гуцуляк Х. В., Качковский А. Д., Курик М. В., Манжара B.C., Новицкий З. Л. Исследование поглощения оксинитростирилов тетрагидрофенантридина // Журнал прикладной спектроскопии.-1986.-Т.45.-№ 5.-С.807-824.
Гуцуляк Б. М., Туров А. В., Петровский Р.С, Корнилов М. Ю. Синтез солей 3-метилпиридо [3,2,1-j, k] карбазолия и цианиновых красителей на их основе // Химия гетероциклических соединений.-1987.-№ 8.-С 1059—1062.
Противомикробная активность солей 4-[п-диметиламиностирил]хинолиния / Б. М. Гуцуляк, С. Т. Дзюбак, Р. С. Петровський, Е. С. Кынина, С. И. Мыкытын // Химико-фармацевтический журнал. — 1988. — № 5. — С. 570—572.
Цианиновые красители на основе 4-метил-6-гидроксихинолина / И. Л. Мушкало, О А. Ильченко, А. И. Толмачев, Б. М. Гуцуляк // Украинский химический журнал. — 1988. -Т. 54-№ 4.-С. 410—415.
Особенности гетероциклизации N-арил-2-нафтиламинов сформальдегидом и димедоном в присутствии НС1 и НВг / М. Ю. Корнилов, А. В. Туров, М. В. Мельник, Б. М. Гуцуляк // Химия гетероциклических соединений. — 1990. — № 9. — С. 1230—1234.
Гуцуляк Б. М., Мельник М. В., Качковский О. Электроностроение диоксополи-гидроакридинов // Химия гетероциклических соединений. — 1999. — С. 997—999.
Верста О. М., Гуцуляк Б. М., Дзюбак С. Т., Кипіна Є. С. Протимікробна активність перхлоратів триметинціаніні симетричної та несиметричної будови // Фармацевтичний журнал. — 2002. — № 3. — С.64 — 67.
Верста О. М., Гуцуляк Б. М., Дзюбак С. Т., Киніна Є. С. Антимікробна активність феніл гідразонових похідних четвертинних солей хінолінію // Фармацевтичний журнал. — 2005. — № 3. — С.85 — 89.

### Статті в наукових збірниках, вісниках, доповіді в матеріалах конференцій
Пилюгин Г. Т., Гуцуляк Б. М. Синтез и превращение N — фенилхинолиний перхлората// Ежегодник Черновицкого университета. — 1956. — С. 224—226.
Пилюгин Г. Т., Гуцуляк Б. М. Синтез 1-n-толил-6-метиллепидиний иодида и его превращение // Ежегодник Черновицкого университета. — 1957. — С. 503—506.
Пілюгін Г. Т., Гуцуляк Б. М. Синтез N-феніллепідинію і його перетворення // Наукові записки ЧДУ. — 1959. — Т.ЗЗ. — С. 58-63.
Гуцуляк Б. М., Сташкевич О. М., Пилюгин Г. Т., Конденсация N-ариллепидиниевых солей с диазоаминосоединениями // Сборник «Гетероциклы в органическом синтезе». — Киев. — 1964. — С.96.
Синтез изомерных ариллепидиниевых солей и некоторые их превращения/ Я. О. Горичак, Г. Т. Пилюгин, Ю.С Розум, Б. М. Гуцуляк // Сборник «Гетероциклы в органическом синтезе». — Киев. — 1964. — С.96.
Бутницкий И. Н., Гуцуляк Б. М. Производные лепидиния как регуляторы роста и развития сельскохозяйственных растений. Сообщение 1. Влияние некоторых монометиновых и хиностириловых красителей, производных N—ариллепидиния на рост и биохимические процессы в конопле и огурцах// Сборник АН УССР «Физиологически активные вещества». — К.: «Наукова думка». — 1968. — № 2. — С. 128—136.
Гуцуляк Б. М., Зациха ТО. В., Горичок Я. О. Производные лепидиния как регуляторы роста и развития растений. Сообщение 2. Выращивание сеянцев пихты с применением некоторых хиноцианиновых красителей, производных лепидиния// Сборник АН УССР «Физиологически активные вещества». — К.: «Наукова думка». — 1971. — № 3. — С. 211—213.
Гуцуляк Б. М., Векирчик К. Н., Бутницкий И. Н. Производные лепидиния как регуляторы роста и развития растений. Сообщение 3. Изучение физиологической активности некоторых хлоридов хиноцианиновых красителей// Сборник АН УССР «Физиологически активные вещества». -К.: «Наукова думка». — 1971. -№ 3.-С 218—227.
Гуцуляк Б. М., Бутницкий И. Н., Роговик М. К. Производные лепидиния как регуляторы роста и развития растений. Сообщение 4. Синтез и физиологическая активность некоторых производных 1-метил-6-оксилепидиний хлорида// Сборник АН УССР «Физиологически активные вещества».- К.: «Наукова думка». — 1972. — № 4. — С. 101—105.
Гуцуляк Б. М., Векирчик К. Н. Производные лепидиния как регуляторы роста и развития растений. Сообщение 5. Изучение физиологической активности (1-фенилхинолин-4)-n-диметиламиностирилхлорида на некоторые бобовые растения// Сборник АН УССР «Физиологически активные вещества».- К.: «Наукова думка». — 1972. — № 4. — С. 105—108.
Гуцуляк Б. М., Бутницкий И. Н., Возняк В. И. Производные ленидиния как регуляторы роста и развития растений. Сообщение 6. Некоторые соли парадиметиламиностирилхинолиния // Сборник АН УССР «Физиологически активные вещества».-изд."Наукова думка".-Киев.-1973.-№ 5.-С. 108—110.
Гуцуляк Б. М., Бутницкий И. Н., Возняк В. И. Ростстимулирующая активность некоторых 2-п-диметиламиностирилхинолиниевых солей // Сборник АН УССР «Физиологически активные вещества».-изд."Наукова думка".-1974.-№ 6.-С.82-85.
Гуцуляк Б. М., Бутницкий И. Н., Возняк В. И. Производные ленидиния как регуляторы роста и развития растений. Сообщение 7. Зависимость между химическим строением и физиологической активности некоторых солей п-диметиламиностирилхинолиния // Сборник АН УССР «Физиологически активные вещества».-изд."Наукова думка". Киев.-1975.-№ 7.-С.62-64.
Гуцуляк Б. М., Бутницький І. М., Возняк В. Г., Роговик М. К., Холімон А. Ф. Дослідження фізіологічної активності деяких похідних хінолінію // Збірник АН УРСР «Досягнення ботанічної науки на Україні», 1970—1973 рр.-Вид. «Наукова думка».-Харків.-1976.-С.95-96.
Гуцуляк Б. М., Горичок Я. О., Санжарова Н. А. Производные хинолиния как регуляторы роста и развития растений. 8. Активность производных 1-арилбензо[R]хинолиния при гидропонном методе // Сборник АН УССР «Физиологически активные вещества».-изд."Наукова думка". Киев. -1976. -№ 8. -С. 95-96.
Горичок Я.О, Санжарова Н. А., Гуцуляк Б. М. Производные хинолиния как регуляторы роста и развития растений. 10. Действие 1,2-дифенил-4-n-диметиламиностирилхинолиний перхлората на растения при гидропонном методе // Сборник АН УССР «Физиологически активные вещества».-изд."Наукова думка". Киев.-1979.-№ 11.-С.95-97.
Гуцуляк Б. М., Андреева Е. И., Смирнова Г. К., Рожкова Н. Т., Новицкий З. Л. Синтез и биологическая активность солей тетрагидрофенантридиния // Сборник АН УССР «Физиологически активные вещества», 1984.-№ 16, С.89-93.
Гуцуляк Б. М., Бутницкий И. Н., Мельник М. В. Исследование новых производных хинолиния в качастве стимуляторов роста растений // Сборник АН УССР «Физиологически активные вещества»-1985.-№ 17.-С.80-82.
Гуцуляк Б. М., Андреева Е. И., Смирнова Н. К., Рожкова Н. Г. Мельник М. В. Синтез и фунгицидная активность солей тетрагидроакридиния. // Сборник АН УССР «Физиологически активные вещества».-1985.-№ 17.-С.84-87.
Гуцуляк Х. В., Курик М. В., Манжара B.C., Гуцуляк Б. М., Новицкий З. Л. Исследование обратимых и необратимых химических превращений оксинитростиролов тетрагидрофенантридиния // Сборник «Материалы и устройства для регистации голограмм»-Ленинград,-1986.-С. 88-94.
Регистрирующие материалы на основе производных фенантридина / Б. М. Гуцуляк, З. Л. Новицкий, Х. В. Гуцуляк, М. В. Курик, B.C. Манжара // Сборник: "Фундаментальные основы оптической памяти и среды. — Киев. — 1988. — С. 45 — 48.
Оптические и фотографические свойства производного акридина / Б. М. Гуцуляк, М. В. Мельник, И. Ковальский, B.C. Манжара, В. М. Мельник // Сборник «Фотоелектро-ника». -Киев-Одесса. -1987. -№ 1.- С. 115—119.
Физиологическая активность солей диоксооктагидроакридиния и их производных / Б. М. Гуцуляк, Е. И. Андреева, Г. К. Смирнова, Н. Г. Рожкова, М. В. Мельник // Сборник «Физиологически активне вещества». — 1990. — № 22. — С. 57 — 60.
Калин Т. І., Мельник М. В., Гуцуляк Б. М. Дослідження циклізації вторинних ариламінів з димедоном та ацетальдегідом // Наукові записки УАННП. Серія медико-біологічних, хімічних, аграрних наук. — Київ. — 1997. — № 1. — С 236—237.
Мельник М. В., Гуцуляк Б. М., Калин Т. І., Мельник Д. О. Електронна будова похідних 1,8-діоксополігідроакридинів з різними замісниками // Вісник Львів.ун-ту. Серія хім. — 2004. — Вип.44. — С.197 — 201.
Мельник М. В., Калин Т. І., Гуцуляк Б. М. Вплив замісників на трансформацію декагідроакридин-1,8-діонів в реакціях окиснення // Львівські хімічні читання. — 2005. — С.28.
Мельник М. В., Туров О. В., Гуцуляк Б. М., Калин Т. І. Синтез акридинієвих похідних з анілінів, ацетальдегіду та димедону// Наукові записи. Серія Хімія. Тернопільський національний педагогічний університет імені Володимира Гнатюка. — 2007 р. — С. 34-38.

### Депоновані рукописи
Гуцуляк Б. М., Возняк В. И., Чучина В. Н. Кинетика реакции конденсации солей ленидиния с п-диметиламинобензальдегидом в среде уксусного ангидрида. 3. Влияние некоторых заместителей в бензольном ядре на активность метильной группы в солях лепидиния.-Ивано-Франковский ин-т нефти и газа.- Деп. в ОНИИТЭХИМ № 2529/78. Анот в Библ. указ. ВИНИТИ «Деп. рукописи».-1979-№ 8.-С.68.
Гуцуляк Б. М., Возняк В. И., Новицкий З. Л. Кинетика реакции конденсации солей тетрагидрофенантридиния с п-диметиламинобензальдегидом в среде уксусного ангидрида.-Ивано-Франковский ин-т нефти и газа. Деп. в ОНИИТЭХИМ. № 2801/79. Анот в Библ. указ. ВИНИТИ «Деп. рукописи».-1979-№ 10.-С.74.
Гуцуляк Б. М., Возняк В. И., Мельник М. В. Кинетика реакции конденсации солей оксотетрагидроакридиния с п-диметиламинобензальдегидом в среде уксусного ангидрида.- Ивано-Франковский ин-т нефти и газа. Деп. в ОНИИТЭХИМ № 2804/79. Анот в Библ. указ. ВИНИТИ «Деп. рукописи».-1979-№ 10.-С.74.
Гуцуляк Б. М., Петровский Р. С. Исследование циклизации фенил-1-нафтиламина в четвертичные соли 1-ариллепидиния.-Ивано-Франковский ин-т нефти и газа.-Деп. в ОНИИТЭХИМ № 3196/79. Анот в Библ. указ. ВИНИТИ «Деп. рукописи».-1980-№ 3.-С.75.
Гуцуляк Б. М., Петровський Р. С. Синтез четвертичных солей 3-метилпиридо [3,2,1-j, k] карбазолия. Ивано-Франковский институт нефти и газа-Деп в ОНШИТЭХим, 902ХП-Д80. Анот в Библ. указ. ВИНИТИ «Деп. рукописи».-1981-№ 2.-С.86.
Гуцуляк Б. М., Петровский Р. С. Синтез четвертичных солей 3-метилпиридо[3,2,1-к,1]фенотиозиния.-Ивано-Франковский ин-т нефти и газа.-Деп. в ОНИИТЭХИМ № 3248/79. Анот в Библ. указ. ВИНИТИ «Деп. рукописи».-1980-№ 14.-С.75.
Гуцуляк Б. М., Морозова Л. П. Успехи в области синтеза азотистых гетероциклов перспективных в качестве технических фунгицидов.- Ивано-Франковский институт нефти и газа. Депонировано в НИИТЭХИМ № 496+Укр87. ДСП.
Противомикробная активность перхлоратов 4-(п-диметиламиностирил)-3-метилхинолиния / Б. М. Гуцуляк, СТ. Дзюбак, О. М. Верста, Е. С. Кыпина. ИФИНГ. Деп.в Химико-фармацевтический журнал. — 1988. — № 35. МП — 87 Деп.
Антимикробная активность несиметричных монометилхиноцианиновых красителей / Б. М. Гуцуляк, СТ. Дзюбак, Р. С. Петровський, О. М. Верста, Е. С. Кынина // ИФИНГ. Деп.в Химико-фармацевтический журнал. — 1988. — С.4897 — В — 88 Деп.
Противомикробная активность перхлоратов триметилцианинов симметричного и несиметричного строения / Б. М. Гуцуляк, С. Т. Дзюбак, О. М. Верста, Е. С. Кыпина // ИФИНГ. Деп.в Химико-фармацевтический журнал. — 1988. — С.1794. — В — 88 Деп.
Противомикробная активность 4-фенилидразоновых производных солей 3-метилипидиния / Б. М. Гуцуляк, О. М. Верста, С. Т. Дзюбак, Е. Т. Кынина // ИФИНГ. Деп.в Химико-фармацевтический журнал. — 1990. — С. 372 — В — 90 Деп.
Противомикрообная активность хинокарбоцианинов / Б. М. Гуцуляк, О. М. Верста, СТ. Дзюба, Е. С. Кынина // ИФИНГ. Деп.в Химико-фармацевтический журнал. — 1989. — С.2914 — В — 89 Деп.
Фунгицидная активность солей лепидиния и их n-диметиламиностирил замещенных / Б. М. Гуцуляк, Е. М. Андреева, Г. К. Смирнова, Н. Г. Рожкова, Р. С. Петровский, В. Н. Возняк, В. Н. Чучина // ИФИНГ. Деп.в Химико-фарцевтический журнал. — 1989. — С.3129 — В — 89 Деп.
Противомикробная активность 1-алк(ар)-3-метил-(2-оксидо-3,5-дибром)-стирилов хинолиния / Б. М. Гуцуляк, О. М. Верста, С. Т. Дзюба, Е. С. Кынина // Деп. в Химико-фармацевтический журнал. — 1991. — С.2165 — В — 91 Деп.
Гуцуляк Б. М., Романко П. Д., Возняк В. И. Инфракрасные спектры поглощения четвертичных солей хинолиния ИФИНГ. Журнал физической химии.-1974.-Т.48.-№ 11.-С.287. Депон. в ВИНИТИ № 2101-74. Деп.30.07.74.
Гуцуляк Б. М., Возняк В. И., Чучина В. Н. Кинетика реакции конденсации солей лепидиния с п-диметиламинобензальдегидом в среде уксусного ангидрида. 2. Влияние аниона на активность метильной группы в солях лепидиния // Журнал физической химии.-1978.-Т.52.-№ 2.-С510. Статья депон. в ВИНИТИ № 3509-77Д от 29.08.77.

### Тези доповідей на конференціях
Исследование некоторых органических красителей методом фотопроводности/ Г. Т. Пилюгин, И. Э. Панчук, Д. П. Белоцкий, Б. М. Гуцуляк// Тез. докл. Юбилейн. конф. по физико-химическому анализу. — Новосибирск. — 1960.
О влиянии строения некоторых цианиновых красителей на величину фотопроводности/ И. Э. Панчук, Г. Т. Пилюгин, Д. П. Белоцкий, Б. М. Гуцуляк// Тез. докл. Межвуз. совещ. «Теория химического строения, кинетики и реакционной способности». — Рига. -1961.
Пилюгин Г. Т., Чернюк И. Н., Гуцуляк Б. М. Синтез и превращения N-арилчетвертичных солей, производных хинолина// Тез. докл. VII Укр. республ. конф. по орг. химии. — Киев. — 1961. — С.28.
Пилюгин Г. Т., Гуцуляк Б. М. Конденсация 1-арилчетвертичных солей с ортоэфиром и карбонилсодержащими органическими соединениями// Тез. докл. Вторая межвуз. конф. по химии хинолина и пиридина. — Черновцы. — 1962. — С.29-30.
Горичок Я. О., Гуцуляк Б. М., Пилюгин Г. Т. Синтез и превращение 1-арилчетвертичных солей лепидиния с ароматическими радикалами в α-положении// Тез. докл. II Межвуз. науч.-техн. конф. по химии, технологии и применению хинолина и пиридина. — Черновцы. — 1962. — С. 16.
Фотоэлектрические свойства некоторых N-арилцианиновых красителей/ И. Э. Панчук, Г. Т. Пилюгин, Б. М. Гуцуляк, Д. П. Белоцкий// Тез. докл. II Межвуз. конф. по химии хинолина и пиридина. — Черновцы. — 1962. — С. 16.
Пилюгин Г. Т., Гуцуляк Б. М., Опанасенко Э. П. Успехи в области синтеза строения и применения хинолиниевых соединений// Тез. докл. ІІ Межвузов. конф. по химии хинолина и пиридина. — Черновцы. — 1962. — С.3-4.
Горичок Я. О., Пилюгин Г. Т., Гуцуляк Б. М. Синтез 1,2-диариллепидиниевых солей и некоторые их превращения// Тез. докл. VIII Укр. республ. конф. по орг. химии. — Киев.- 1963. — С.56-57.
Бутницкий И. Н., Гуцуляк Б. М. Изучение производных лепидиния в качестве стимуляторов роста сельскохозяйственных растений// Тез. докл. Межвуз. респ. конфер. «Биологическая наука в університетах и педагогических институтах Украины за 50 лет». — Харьков. — 1968. — С. 149—150.
Гуцуляк Б. М., Новицкий З. Л. Сминтез и некоторые свойства четвертичных солей 7,8,9,10-тетрагидрофенантридиния // Тез. докл. XII Укр. респ. конфер. по органической химии.-Ужгород.-1974.-С. 164—165.
Новицкий З. Л., Гуцуляк Б. М., Мельник М. В. Синтез солей тетрагидрофенантридиния и их некоторые превращения // Тез. докл. XIII Укр. респ. конфер. по органической химии.- Донецк.-1978.-С.125.
Манжара B.C., Гуцуляк Б. М., Новицкий З. Л. Возможность использования производных фенантридина для записи информации // Тез. докл. Всесоюз. конфер. «Бессеребряные и необычные виды фотографии». — Вильнюс.-1980.-С.68-70.
Манжара B.C., Гуцуляк Б. М., Мельник М. В., Новицкий З. Л. Синтез и оптические исследования производных оксотетрагидроакридина и фенантридина // Тез. докл. ІІІ Всесоюз. конфер. по органическим люминофорам.-Харьков.-1980.-С23.
Корнилов М. Ю., Туров А. В., Гуцуляк Б. М., Мельник М. В., Новицкий. Исследования взаимодействия циклических 1,3-дикетонов и циклогексанона с формальдегидом и вторичными ароматическим аминами в кислой среде. // Тез. докл. V Всесоюз. конфер. «Химия дикарбонильных соединений».-Рига.-1981.-С.64.
Гуцуляк Б. М., Манжара B.C., Новицкий З. Л., Мельник М. В., Возняк В. И., Чучина В. Н., Ядлош О. М. Исследование фотолюминесценсии производных хинолина, тетрагидроакридина и фенантридина // Тез. докл. Всесоюзн. совещ. «Синтез, свойства, исследование и технология люминофоров для отображения информации». –Ставрополь. — 1982. — С.272.
Гуцуляк Б. М., Новицкий З. Л., Мельник М. В., Петровский Р.С, Верста О. М., Возняк В. И., Чучина В. Н. Полиметиновые красители из 3-замещенных солей хинолиния // Тез. докл. XV Всесоюзн. симпозиума «Физика и химия полиметиновых красителей» — Москва 1985.-С.44-45.
Гуцуляк Б. М., Мельник П. М., Локес Р.С, Петровский Р.С, Ватаманюк В. И., Сенечко М. И., Белоус А. И., Шводчак Н. С. Новый реагент для удаления парафинистых и асфальтосмолистых отложений // Тез. докл. VI Респ. конфер. по физ.-хим. технологии получения и применения промышленных жидкостей. — Ивано-Франковск.-1985.-С.15.
Kornylov M.Yu., Gutsulyak B.M., Turov A.V., Melnyk M.V., Novitsky Z.L., Petrovsky R.S., Yadlosh O.M. Regiosclectivity of heterocyclisation of ketones with secondary arylamines and formaldehyde // Tes. 6 International Conference of Organic Syntesis.-Moscow.-1986.-p. 158.
Гуцуляк Б. М., Мельник М. В., Манжара B.C. Светочувствительные материалы на основе солей оксотетрагидроакридиния // Тез.докл. VI Всесоюз. конфер. по химии дикарбонильных соединений.-Рига.-1986.-С. 92.
Гуцуляк Б. М., Мельник М. В., Туров А. В., Корнилов М. Ю. Изучение термохромизма производных хромено [2,3-д]акридина методами электронной и ЯМР спектроскопии. // Тез.докл. 15 Украинская республиканская конференция по органической химии.-Ужгород.-1986.-С302.
Гуцуляк Б. М., Новицкий З. Л., Петровский Р.С, Верста О. М., Бантуш В. В., Чучина В. Н. Синтез и спектральные характеристики оксинитростирилов 3,4-замещенных солей хинолиния. //15. Украинская республиканская конференция по органической химии.-Ужгород.-1986.-С.303.
Гуцуляк Б. М., Корнилов М. Ю., Туров А. В., Новицкий З. Л., Мельник М. В. Использование формальдегида для синтеза четвертичных солей азотистых гетероциклов // Тез.докл. Всесоюз. конфер. «Химические синтезы на основе одноуглеродных молекул». — Москва.-1987.-С.144-145.
Влияние заместителей в пиридиновом кольце на максимум поглощения хино-цианиновых красителей / Б.М Гуцуляк, О. М. Верста, М. В. Мельник, З. Л. Новицкий, Р. С. Петровський // Тез.докл. 5 Всесоюз. симпозиума «Физика и химия полиметиновьгх красителей». -Черноголовка. — 1989. — С. 83 — 85.
Гуцуляк Б. М., Мельник М. В. Синтез и превращение четвертичных солей N-арил-1,8-диоксо-1,2,3,4,5,6,7,8-октагидроакридиния // Тез.докл. VII Всесоюз. конфер. «Химия дикарбонильных соединений». — Рига. — 1991. — С. 131.
Електронодонорність 3-заміщених четвертинних солей хінолінію / Б. М. Гуцуляк, О. М. Верста, М. В. Мельник, З. Л. Новицький // Тез.доп. XVI Укр. респ. конфер. з органічної хімії. — Тернопіль. — 1992. — С 357.
Фото-и термопревращения хроменоакридинов / Б. М. Гуцуляк, Х. В. Гуцуляк, B.C. Манжара, М. В. Мельник, И. И. Середа // Тез.докл. Междунар. конфер. по фотохимии. -Киев. -1992. -С. 350.
Можливості використання ефектів механоактивації в нафтодобувній і нафтогазопереробній промисловості / Б.М Гуцуляк, М. Орфанова, З. Л. Новицький, В. Петренко // Тез.доп. Міжнар. конфер. «Проблеми і шляхи енергозабезпечення України». 7-10.12.93. -Івано-Франківськ.
Реакційна здатність β-заміщених солей хінолінію / Б. М. Гуцуляк, О. М. Верста, М. В. Мельник, З. Л. Новицький // Тез.доп. 17 Українська конференція з органічної хімії. — Харків. -1995.-Т2.-С. 280.
Гуцуляк Б. М. Нова українська хімічна термінологія та номенклатура // Тез.доп. наук.-метод. конфер. «Проблеми і шляхи покращення підготовки фахівців для нафтогазової галузі». — Івано-Франківськ, 21-23.05. — 1996. — С 67 — 68.
Мельник М. В., Калин Т. І., Гуцуляк Б. М. Особливості гетероциклізації димедону та альдегідів з первинними і вторинними амінами // Тез.доп. наук. конфер. «Хімія азотовмісних гетероциклів». -Харків.-1997. — С 88.
Калин Т. І., Мельник М. В., Гуцуляк Б. М. Кислотно-основні властивості четвертинних солей 1-оксо-3,3,10-триметилтетрагідроакридинію // Тез.доп. наук. конфер. — ІФДТУНГ, — Івано-Франківськ. — 1998.
Гуцуляк Б. М., Мельник О. Д. Використання сучасних наукових досліджень і технологій у формуванні фізико-хімічних знань студентів // Тез.доп. конфер. «Вплив наукових досліджень та підвищення якості підготовці фахівців». — ІФДТУНГ, — Івано-Франківськ -1998. — С 97-98.
Гуцуляк Б. М., Мельник М. В., Калин Т. І. Кислотно-основні та оксидаційно-відновні властивості похідних діоксополігідроакридину // Тез.доп. 18 Укр. конфер. з органічної хімії. Ч.2. — Дніпропетровськ. — 1998. — № 2. С 362.
The peculiarities of the cyclisation of primary ammines with aldehydes and dimedone under different condition / M.V.Melnyk, B.M.Hutsulyak, T.I.Kalyn, O.V.Kostyuk // Tes. International conference of chemistry of nitrogen containing heterocycles. Abstracts Kharkiv. — 2003. — P.107.
Мельник М. В., Калин Т. І., Гуцуляк Б. М. Дослідження циклізації первинних ароматичних амінів з ацетальдегідом і димедоном // Тез.доп. Укр. конфер. «Актуальні питання органічної та елементоорганічної хімії і аспекти викладання органічної хімії у вищій школі». — Ніжин, 2002. — С.34.
Мельник М. В., Калин Т. І., Гуцуляк Б. М. Дослідження активності кетонних груп в похідних діоксодекагідроакридинів // Тез.доп. ХХ укр. конфер. з орг. хімії. — Одеса, 2004. — С.270.
Електронодонорність 3-заміщених четвертинних солей хінолінію / Б. М. Гуцуляк, О. М. Верста, М. В. Мельник, З. Л. Новицький // Тез.доп. 14 Укр. конфер. з орг. хімії. — Харків, 1992. — С.115.
Гуцуляк Б. М., Мельник М. В., Верста О. М. Полиметиновые красители из 3-замещенных солей хинолиния // Тез.докл.V Всесоюз. симпоз. «Физика и химия полиметиновых красителей». — Москва, 1989. — С.47.
Верста О. М., Гуцуляк Б. М., Малахова І. В. Виявлення впливу метильної групи в хіноліновому ядрі на максимуми поглинання симетричних і несиметричних барвників // Тез.доп. Укр.конфер. «Актуальні питання органічної та елементорганічної хімії і аспекти викладання органічної хімії у вищій школі». — Ніжин, 2002. — С.68.
Гуцуляк Б. М., Мельник М. В., Калин Т. І. Синтех діоксинів полігідроакридинів — потенціальних комплексонів // Тез.доп. ХІХ Укр.конфер. з орг.хімії. — Львів, 2001. — С.221.
Мельник М. В., Калин Т. І., Куцик Р. В., Гуцуляк Б. М. Синтез і дослідження протимікробної активності похідних діоксадекагідроакридину// Тези доп. XXI Української конференції з органічної хімії.- Чернігів, 1-5 жовтня 2007 р. — Чернігів, 2007. — С. 231.
Мельник М. В., Калин Т. І., Гуцуляк Б. М. Дослідження впливу замісників у анілінів на реакцію циклізації їх з ацетальдегідом і димедоном// Тези доп. III Всеукраїнської конференції «Домбровські хімічні читання 2007». — Тернопіль, 16-18 травня 2007 р. — Тернопіль, 2007. — С.99.

### Авторські свідоцтва і патенти на винаходи
Способ получения иодфенилата лепидина: А.с. 103319 (СССР), класс 12р, 1/10. / Г. Т. Пилюгин, Б. М. Гуцуляк (Украина). — № 2058/452375; Заявлено 27.12.1954. — Бюлл. изобр. № 5.-1956.
Способ получения перхлората N-фенилхинолиния: A.c. 109979 (СССР). / Г. Т. Пилюгин, Б. М. Гуцуляк (Украина). — № 564211; заяв. 18.12.1956. — Бюлл. изобр. № 12. — 1957.
Способ получения этилперхлората лепидина: А.с. 148412 (СССР). / Г. Т. Пилюгин, Б. М. Гуцуляк (Украина). — № 724901; заяв. 03,04,1961. — Бюлл. изобр. № 13. — 1962.
Способ повышения урожайности бобовых: А.с. 165615 (СССР) МПК 101п,. УДК 632.954(088.8). / Г. Т. Пилюгин, Я. О. Горичак, Б. М. Гуцуляк, И. Т. Горобец, М. А. Якимович (Украина). — № 883816/23-4; заяв. 03.11.1964. -Бюлл. изобр. № 19. — 1964.
Способ повышения урожайности сельскохозяйственных культур: А.с. 168088 (СССР) МПК А01п. / Пилюгин Г. Т., Горичок Я. О., Гуцуляк Б. М., Горичок С. И., Петрова К. К. — № 902994/23-4; заяв. 05.06.1964. -Бюлл. изобр. № 3. — 1965.
Способ получения перхлората N-метил-6-оксилепидиния: А.с. 202146 (СССР) МПК C07d,. УДК 547.831.707 (088.8). / Б. М. Гуцуляк, М. К. Роговик.- № 1095916/23-4; заяв. 08.08.1966. — Бюлл. изобр. № 19. — 1967.
Способ получения фенантридина. А.с. 488476 (СССР), С 07d 39/02. УДК 547.831.7 (088.8). № 2011479/234. Б. М. Гуцуляк, З. Л. Новицкий. (Украина), не подлежит публикации в открытой печати.
Способ качественного определения протонных солей в четвертичных солях аммония. А.с. 536421, (СССР) УДК 543.432(088.8). Б. М. Гуцуляк, З. Л. Новицкий. (Украина). № 2019837, заявлено 24.04.1974,-Бюлл. изобр.-1974.-№ 43.
Способ получения четвертичных солей 3-метилпиридо[к,1]фенотиазиния. А.с. 562556 (СССр).- С 07Д 417/04, УДК 547.869 (088.8). Б. М. Гуцуляк, Р. С. Петровский (Украина). № 2076721. Заявлено 19.11.1974,-Бюлл. изобр.-1977.-№ 23.
Способ получения четвертичных солей 1,2,3,4-тетрагидрофенантридиния. А.с. 537073 (СССР). С 07Д 221/12. УДК 547.836.3.07.(088.8). Б. М. Гуцуляк, З. Л. Новицкий (Украина) № 1962834. Заявлено 9.10.1973.-Бюлл. изобр.-1976.-№ 44.-С73.
Термохромная композиция. А.с. 676082 (СССР) С 03С 1/72. УДК 771.5 (088.8). Гуцуляк Б. М., Атаманюк В. П., Новицкий З. Л., Чучина В. Н., Мельник М. В. (Украина). № 2427145.-Заявлено 6.12.1976. Не подлежит публикации в открытой печати.
Полимерная композиция для получения пленки. А.с. 709986 (СССР) С 08L 27/06; С 08К 5/34. УДК678.743 22(088.8). Гуцуляк Б. М., Мельник М. В., Ватаманюк В. И., Жаровский И. В., Августимов В. Л., Бурдыга СИ (Украина) № 2560393. Заявлено 26.12.1977. Не подлежит публикации в открытой печати.
Способ качественного определения протонных солей ароматических аминов. А.с. 709986 (СССР) G 01 N 21/24. УДК 543.432 (088.8). Гуцуляк Б. М., Чучина В. Н., ватаманюк В. П., Жаровский И. В. (Украина) № 2571825. Заявлено 23.01.1978.-Бюлл. изобр.-1980.-№ 2.
Способ получения четвертичных солей бензо[i, j]хинолизиния. А.с.721440 (СССР). С 07Д 455/04// А 61 К 31/535. УДК 547.834.20.7 (088.8). Гуцуляк Б. М., Новицкий З. Л., Мельник М. В. (Украина). № 2586737. Заявлено 02.03.1978,-Бюлл. изобр.-1980.-№ 10.
Пеногаситель. А.с. 764701. (СССР). В 01Д 19/04. УДК 66.066.8 (088.8). Гуцуляк Б. М., Склярская Л. Б., Мельник М. В., Мельник П. М., Новицкий З. Л., Хабер Н. В., Ватаманюк В. И., Емчук Б. Д., Склярский Е. И. (Украина). № 2669456. Заявлено 04.10.1978.-Бюлл. изобр.-1980.-№ 35.
Способ разработки газоконденсатной залежи. А.с. 707392 (СССР). Е 21 В 43/22. УДК 622.276.43 (088.8). Закиров С. Н., Кондрат P.M., Гуцуляк Б. М., Мельник П. М., Билецкий М. М., Хабер Н. В., Ватаманюк В. И. (Украина). № 2736901. Заявлено 11.03.1979. Не подлежит публикации в открытой печати.
Четвертичные соли п-диметиламинобензилидентетрагидрофенантридиния, обладающие противомикробными свойствами. А.с. 792863. (СССР). Гуцуляк Б. М., Новицкий З. Л., Волянский Ю. Л., Голубинский Е. П., Петров Г. А., Сорокин Ю. И., Ганин B.C., Лаукнер И. В., Константинова М. А., Иванова Д. П., Якунина Л. В. (Россия-Украина). № 2778325. Заявлено 25.05.1979.-Не подлежит публикации в открытой печати.
Производные 10-(2-оксо-5-нитробензилиден)-тетрагидрофенантридина, обладающие светочувствительными свойствами. А.с.891661 (СССР). С07Д221/12. G 03 С 1/72. УДК 547.836.3 (088.8). Гуцуляк Б. М., Курик МБ., Манжара B.C., Новицкий З. Л. (Украина). № 2804779, Заявлено 30.07.1979-Бл. Изобр-1981.-№ 47.
Реагент для удаления отложений парафина А.с.903372 (СССР). Закиров Т. Н., Гуцуляк Б. М., Кондрат P.M., Мельник П. М., Хабер Н. В., Ватаманюк В. И., Локес Р. Ф. (Украина). № 2742359. Заявлено 11.03.1979. не подлежит публикации в открытой печати.
Фенилгидразоны четвертичных солей тетрагидрофенантридиния, проявляющие фунгицидную активность против мицелий гриба Bofryfis.A.c.921232 (СССР). Смирнова К. Ф., Гуцуляк Б. М., Новицкий З. Л., Воленский ГО. Л. (Украина) № 2888243, Заявлено 27.02.1980.-не подлежит публикации в открытой печати.
Мезо-хлорзамещенные-1,1’-дибензил-4,4'-хипотрикарбоцианиты с диметиловым мостиком в хромофоре в качестве просветляющихся фильтров для получения режима самосинхронизации мод в лазерах длиной волны излучения 1060 нм. А.с. 1098163 (СССР) Луговский А. П., Сосновский Г. М., Михайлов В. П., Юмашев К. В., Гуцуляк Б. М., Чучина В. Н. (Белорусь-Украина) № 3393093, Заявлено 08.02.1982.-неподлежит публикации в открытой печати.
Четвертичные соли 1-оксо-1,2,3,4-тетрагидроакридиния в качестве компонента светочувствительной композиции для получения люминесцирующих изображений лимонно-желтого цвета. А.с. 1071622 (СССР) С 07 Д 219/06, G 03C1/26. Гуцуляк Б. М., МанджараВ.С, МельникМ. В. (Украина) № 3325171 -Заявлено 23.07.1981.-Бголл. Изобр.-1984.-№ 5.
Фенилгидразоны четвертичных солей оксотетрагидроакридиния в качестве компонента светочувствительной композиции красного цвета. А.с.1071623. (СССР) 547.835.1 (088.8). Гуцуляк Б. М., Манджара B.C., Мельник М. В. (Украина). № 3334605.-Заявлено 21.08.1981. -Бюл. Изобр.-1984.-№ 5.
Состав для обработки призабойной зоны пласта А.с.1105622.-(СССР). Е 21 В 43/27. Гуцуляк Б. М., Кондрат P.M., Мельник П. М., Дрань Я. А., Сенечко М. И., Гой И. М., Яцура Я. В., Пытляр Г. Г. Емчук Б. Д., Меышк М. В., Новицкий З. Л., Ковалко М. П., Гоцкий Б. П., (Украина). № 3484643, Заявлено 10.08.1982.-Бюлл. Изобр. 1984.-№ 28.
Производные N-арил-1,8-диоксо-1,2,3,4,5,6,7,8,9,10-декагидроакридина в качестве компонента светочувствительной композиции. А.с. 1284202 (СССР). УДК 547.835.5 (088.8). Гуцуляк Б. М., Манжара B.C., Мельник М. В. (Украина) УДК 547.825.5. (088.8), № 3881928. Заявлено 10.04.1985.-Не подлежит опубликовано в открытой печати.
Состав для обработки производной зоны скважины. А.с. 1327612. (СССР). Гуцуляк Б. М., Кондрат P.M., Мельник П. М., Петровский Р.С, Ватаманюк В. П., Билоус А. И., Сенечко М. И., Петраш И. Н., Левицький Т. Л. (Украина) — Не подлежит публикации в открытой печати.
Антимикробная присадка к смазочно-охлаждающим жидкостям. А.с. 1363848 (СССР). Морозова Л. П., Веремесенок В. В., Жуков В. Т., Алпатьева Т. А., Кявлина Е. А., Мельник П. М., Гуцуляк Б. М., Новицкий З. Л., Ликарь А. Ф., Лебедев Е. В. (Украина) — пе подлежит публикации в открытой печати.
Ингибитор микробиологического поражения нефти и нефтепродуктов: А.с. 1490944 (СССР) / Л.П Морозова, О. М. Верста, Б. М. Гуцуляк, В.И Ватаманюк, М. М. Баран, Н. А. Гордиенко, А. И. Белоус, Т. А. Алпатьева, Т. Н. Турчина, П. М. Мельник, М. И. Сонечко (Украина). — № 4318633; Заявлено 16.10.87; — не подлежит публикованию в открытой печати.
Бланки для автономных скважинных приборов: А.с. 1593380 (СССР) , 4296677/24-10 / Б. М. Гуцуляк, З. Л. Новицкий, А. И. Малащук, А. К. Борзов (Украина). -№ 4296677; Заявлено 18.08.87; — не подлежит публикации в открытой печати.
Способ получения четвертичных солей 7-кето-9,9-диметил-7,8,9,10-тетрагидрофенолтридиния: А.с. 644786 (СССР) / Гуцуляк Б. М., Мельник М. В. (Украина). -№ 2427164; Заявлено 6.12.76; -Бюлл. изобр. — 1979. — № 4.
7-фенил-9-кето-11, 11-диметил-7, 8, 9. 10, 11, 12-гексагидробензо-[а] фенантридин, обладающий термо- и фотохромними свойствами и способи х получения: А.с. 578726 (СССР) / Гуцуляк Б. М., Мельник М. В.(Украина). — Заявлено 19.01.76; не подлежит публикации в открытой печати.
Спосіб одержання 2-хлор-4-нітрофенолу (нітрофунгіну) / М. П. Матківський, Т. М. Тарас, М. В. Мельник, О. М. Верста, Б. М. Гуцуляк. — Рішення про видачу патенту на винахід МПК6 С07 205/26. — № 96062470; Заявлено 21.06.96; Заявник: фірма «Барва».

### Підручники, курси лекцій
Гуцуляк Б. М., Мельник О. Д. Фізична та колоїдна хімія. Міжнародні фізико-хімічні одиниці та величини. Навчальний посібник. ІФДТУНГ. — Івано-Франківськ. — 1999. — 211 с.
Гуцуляк Б. М., Гуцуляк Р. Б., Мельник М. В. Основні терміни органічної хімії (правила ІЮПАК). Навчальний посібник. ІФДТУНГ. — Івано-Франківськ. — 2001. — 157 с.
Галущак М. О., Гуцуляк Б. М., Мельник О. Д. Фізичні та хімічні величини і їх одиниці. — Івано-Франківськ: Місто-НВ. — 2003. — 212 с.
Сучасна українська фізична та хімічна термінологія й номенклатура в навчальних дисциплінах/ Б. М. Гуцуляк, М. В. Мельник, Г. О. Сіренко, Л. Я. Мідак, Н. Є. Шеленко. — Івано-Франківськ: Гостинець, 2008. — 260 с.
Основи сучасної української хімічної термінології та номенклатури/ Б. М. Гуцуляк, Т. Р. Татарчук, Г. О. Сіренко, О. М. Верста, Н. І. Луцишин — Івано-Франківськ: Гостинець, 2008. — 200 с.